# 七金湖
七金湖是一个位于中国江西省鄱阳县的湖泊，面积约为0.7平方千米，平均水深约为3米。
七金湖位于乐安河下游左岸，红头山附近。湖面呈不规则半月形，水产富饶。